# Dinetus dinetoides
Dinetus dinetoides är en vindeväxtart som först beskrevs av C. K. Schneider, och fick sitt nu gällande namn av Staples. Dinetus dinetoides ingår i släktet Dinetus och familjen vindeväxter. Inga underarter finns listade i Catalogue of Life.